# António da Fonseca Carvão Paim da Câmara, 1.º barão do Ramalho
Se procura outra pessoa com o mesmo nome, veja António da Fonseca Carvão Paim da Câmara (desambiguação).
António da Fonseca Carvão Paim da Câmara (São Mateus da Calheta, 11 de Dezembro de 1765 — Angra do Heroísmo, 23 de Fevereiro de 1838), 1.º barão do Ramalho, foi um aristocrata açoriano, morgado e membro da nobreza de Angra, que se distinguiu no apoio à causa liberal durante a Guerra Civil Portuguesa (1828-1834), o que lhe valeu ser feito cavaleiro fidalgo da Casa Real e o título de barão.

## Biografia
Morgado e aparentado com a melhor nobreza de Angra, foi feito fidalgo cavaleiro da Casa Real por alvará de 2 de Junho de 1795.
Militou desde muito cedo na causa liberal, sendo um dos participantes no movimento que em 22 de Junho de 1828 aclamou em Angra a D. Maria II de Portugal. A sua adesão ao liberalismo valeu-lhe ser nomeado para o Conselho de Sua Majestade e o título de barão do Ramalho, concedido por carta de 13 de Maio de 1837.